# Therese Borssén
Therese Kristina Borssén, född 12 december 1984 i Rättvik, är en svensk före detta utförsåkare.
Hon tog sin första världscupseger 29 december 2006, dessförinnan hade hon tre pallplatser i världscupen, den första kom i Maribor, Slovenien. Therese Borssén är gift med triathleten Jojje Borssén, ogift Karlsson. Den 30 januari 2013 meddelade hon att hon avslutade sin karriär efter säsongen 2012–2013.

## Meriter

### Världscupsegrar
| Datum            | Ort       | Land      | Disciplin |
| ---------------- | --------- | --------- | --------- |
| 29 december 2006 | Semmering | Österrike | Slalom    |